# هانا مویو
هانا مویو (به ژاپنی: 花燃ゆ Hana Moyu) نام یک مجموعه تلویزیونی تاریخی و پنجاه و چهارمین سری از فیلم‌های مجموعه تلویزیونی تایگا است. این مجموعه توسط ان‌اچ‌کی در سال ۲۰۱۵ میلادی ساخته شده‌است. این مجموعه تلویزیونی در مورد زندگی کاتوری میواکو خواهر کوچکتر یوشیدا شواین (۱۸۳۰–۱۸۵۹) از روشنفکران مشهور ژاپن است.